# Anna Doyle Wheeler
Anna Doyle Wheeler (Tipperary, 1785 circa – Camden Town, 1848) è stata una scrittrice britannica e sostenitrice dei diritti delle donne e dei benefici della contraccezione.

## Biografia
Anna Doyle era la figlia del Rev. Nicholas Milley Doyle, un ecclesiastico della Chiesa d'Irlanda. Non ricevette un'istruzione formale ma studiò il francese, geografia e letteratura a casa. Nel 1795, all'età di circa quindici anni, sposò Francis Massey Wheeler, nipote di Hugh Massy, primo barone Massy (1700–1788), e si stabilirono nella contea di Limerick. Secondo l'autobiografia di sua figlia Rosina, Wheeler ebbe cinque figlie, anche se una fonte più generale ne riporta due. Sua figlia Rosina Doyle Wheeler, che in seguito scrisse di essere nata nel 1802, divenne la scrittrice Rosina Bulwer Lytton.
Wheeler leggeva molto, prendendo in considerazione sia i pensatori francesi dell'età dell'Illuminismo che Mary Wollstonecraft. Suo marito era un alcolizzato violento, quindi si separò da lui dopo dodici anni trasferendosi a Guernsey per vivere con suo zio, il generale Sir John Doyle, allora in carica come tenente governatore di Guernsey. Nel 1815 si trasferì a Londra, a beneficio dell'educazione delle sue figlie. Nel 1816 iniziò a viaggiare per la Francia.
Dopo la morte del marito nel 1820 intraprese il lavoro di traduttrice di opere di Charles Fourier e di altri filosofi oweniti francesi. Trascorse la sua vita viaggiando, rimanendo con gli amici e promuovendo le notizie e le idee del movimento femminista. Visse principalmente a Londra, Dublino, Caen e Parigi.
A Londra conobbe Robert Owen, Jeremy Bentham e Frances Wright, e strinse amicizia con William Thompson. Nel 1825, provocato dal licenziamento di James Mill dalla rappresentanza politica per le donne, Thompson scrisse Appeal of One Half of the Human Race, Women, Against the Pretensions of the Other Half, Men, to Retain them in Political, and Hence in Civil and Domestic, Slavery, definendo l'opera come la "proprietà comune" di se stesso e di Anna Wheeler. Entrambi furono sostenitori dei benefici della contraccezione.
Wheeler fu una delle prime donne ad organizzare una campagna per i diritti delle donne in incontri pubblici in Inghilterra. Talvolta tenne discorsi alla South Place Chapel, "un luogo di raduno radicale" allora sotto la guida del reverendo William Johnson Fox e ora meglio conosciuto come Conway Hall. Gli unitari, come i quaccheri, sostenevano l'uguaglianza delle donne, e questa cappella, situata in Finsbury Square nel centro di Londra, diede la possibilità di trattare tali tematiche. In un discorso del 1829, Wheeler confutò forensicamente gli argomenti a favore della superiorità maschile e incoraggiò le donne a lavorare insieme per creare un'organizzazione "per ottenere ... la rimozione delle disabilità delle donne e l'introduzione di un sistema nazionale di pari istruzione per i bambini di entrambi i sessi."
Convinta sostenitrice dei diritti politici delle donne e delle pari opportunità nell'istruzione, Wheeler fu amica delle femministe e socialiste francesi Flora Tristan e Desirée Veret. All'inizio del 1830 contribuì a fondare la rivista La Tribune des femmes. Tra i suoi amici e collaboratori vi furono Henri Saint-Simon, Charles Fourier, Suzanne Voilquin, Marie-Reine Guindorf e Jeanne Deroin.
Fu costretta a ritirarsi dalla vita pubblica negli anni 1840 a causa di problemi di salute e morì nel 1848 dopo aver rifiutato gli inviti a prendere parte alla rivoluzione in Francia di quell'anno.

## Opere
- William Thompson, Appeal of One Half of the Human Race, Women, Against the Pretensions of the Other, Men (1825); Thompson attribuì a Wheeler molte delle idee di questo manifesto.
- Anna Wheeler, The Rights of Women (1830), pubblicato su The British Co-operator
- Anna Wheeler, Letter from Vlasta (1833)